# Ivan Ave
Ivan Ave, pseudonimo di Eivind Øygarden (Rjukan, 1988), è un rapper norvegese.

## Biografia
Ivan Ave si è fatto conoscere col quinto album in studio Every Eye (2017), uno dei candidati per lo Spellemannprisen all'urban. Double Goodbyes (2019), invece, è riuscito a trionfare nella categoria R&B/soul agli Spellemannprisen.
Ha ricevuto un disco d'oro dalla IFPI Norge per Low Jams, contenuto nel secondo LP Low Jams (2014). Nel marzo 2023 è avvenuta la pubblicazione del suo LP più recente, dal titolo All Season Gear.

## Discografia

### Album in studio
- 2014 – Breathe (con Fredfades)
- 2014 – Low Jams
- 2015 – Fruitful (con Fredfades)
- 2016 – Helping Hands
- 2017 – Every Eye
- 2020 – Double Goodbyes
- 2023 – All Season Gear

### Singoli
- 2015 – Hands (con Fredfades)
- 2016 – I Do (feat. Nanna.B)
- 2017 – Also
- 2017 – Young Eye
- 2019 – Oh Word
- 2020 – Water & Sand/All G (con Freddie Joachim e Fredfades)
- 2021 – Nu Path
- 2021 – Triple Double Love
- 2021 – Phone Won't Charge
- 2021 – Hope/Nope
- 2021 – What a Day!!!
- 2022 – Gear
- 2022 – Mid Season
- 2022 – Orbit (con MoRuf e Jay Prince feat. Zee)
- 2023 – Bread
- 2023 – Inthecut (feat. Children of Zeus)
- 2023 – Another (con Kappekoff)
- 2024 – Learjet